# HD 191877
HD 191877，又名BD+21 4088，SAO 88315、HR 7716，是一颗恒星，视星等为6.26，位于銀經61.57，銀緯-6.45，其B1900.0坐标为赤經20h 6m 58.7s，赤緯+21° -6.45′ 40″。